# Queen’s Hall
A Queen's Hall 1893-as megnyitásától egészen 1941-ig London első számú koncerthelyszíne volt, mely a II. világháború alatt a Londont ért légitámadások során elpusztult. Az egykor a Langham Place-en állt épületet Thomas Knightley építész tervei alapján építették, melynek koncertterme 2500 férőhellyel rendelkezett. A kiváló akusztikájú terem az Egyesült Királyság zenei központjának számított, a Sir Henry Wood karmester nevéhez fűződő és Robert Newman által 1895-ben alapított nyári promenádkoncertek, a Proms helyszíne is volt 1895 és 1941 között. A Queen's Hallban a 19. századvég és a 20. század olyan kiváló zenészei, zeneszerzői adtak koncertet, mint Claude Debussy, Edward Elgar, Maurice Ravel és Richard Strauss, emellett az 1930-as években alakult két világszintű angol szimfonikus zenekar, a BBC Szimfonikus Zenekar és a Londoni Filharmonikus Zenekar otthona is volt. 1941 után a lerombolt Queen's Hall helyett London nagyszabású koncertjeinek új helyszíne a Royal Albert Hall valamint a Royal Festival Hall lett.
A Queen's Hall ugyanakkor nem csak London első számú koncertterme volt, hanem az itt rendezett események között a koncerteken kívül bálok, előadások, egyházi rendezvények és filmbemutatók is voltak.

## Terület
Magát a területet, melyen a Queen's Hallt megépítették a jelenlegi Langham Place, valamint a Riding House Street és a Great Portland Street határolta. Az 1820-ban John Nash tervei alapján elindított London előkelő bevásárló utcájának, a Regent Street kiépítésének során a közeli telkeket felvásárolták, és egészen a Queen's Hall felépítéséig kocsisoknak, bazároknak adták bérbe. 1887-ben a területet bérlő Francis Ravenscroft szerződést kötött a terület tulajdonosaival egy új koncertterem felépítésére, valamint a szerződés értelmében fel is számolta az ott lévő bazárokat. A tervek szerint a viktoriánus Anglia új koncertterme a "Victoria Concert Hall" vagy a "Queen's Concert Hall" nevet kapta volna, de végül nem sokkal az átadás előtt választották a rövidebb "Queen's Hall" elnevezést.
A már régóta London központjából hiányzó jelentős koncerthelyszín lényegesen nagyobb volt, mint az Oxford Circus melletti St James's Hall, mely egyfelől biztonsági problémákkal is küzdött és szellőzése sem volt teljesen megoldva. Az akkoriban zenekritikusként is tevékeny Bernard Shaw lelkesen üdvözölte London új koncerttermét.

## Épület
Ravenscroft Thomas Edward Knightley építészt bízta meg az épület tervezésével, aki részben felhasználta a már meglévő C. J. Phipps terveit, mely szerint egy 2000 m²-es, 2500 férőhelyes koncerttermet alakítanak ki. Korabeli újságírók kommentárjaikban kicsit szokatlannak tartották az épület emelkedését, azaz a belépő az utcaszinten volt, az előcsarnok és az auditórium pedig már kicsit magasabban. A korszerű világítást gáz és villany kombinációjaként oldották meg.
Az épületet kora modern berendezéseivel látták el, a homlokzat előtt kocsifeljáróval, parkolóhellyel, sajtószobával és büfével. A gazdagon díszített, 2500 férőhellyel rendelkező terem falát neves zeneszerzők portréi, a boltíves mennyezetet freskók díszítették, az oldalfalakon tükrök, a zenekar fölött csillár volt, az ülések mozgathatók voltak. A terem közepén szökőkút állt, benne aranyhalakkal és vízililiomokkal. Sir Thomas Beecham angol karmester sajátos humora szerint "A koncerteken szinte minden harmadik, negyedik percben egy fiatal hölgy elragadtatásában a szökőkútba esett, akiket ifjú gavalléroknak kellett kimenteniük, mely esténként akár harmincötször is megtörtént. Európa különböző részeiről utaztak látogatók, hogy mindezt megcsodálják."
Már megnyitásától dicsérték kiváló akusztikájáért, mely összehasonlíthatatlanul jobb volt, mint London más koncerttermeié. Knightley követte a korábbi jó akusztikájú termek kialakítását, ennek megfelelően a terem falát fával burkolták, számításai szerint az egybefüggő faburkolat, mint egy hegedű teste rezonátorként hatott. Az Observer megállapítása szerint, a terem mind formájában, mind kialakításában hegedűre emlékeztetett, valamint hozzáfűzte, hogy a földszinti részen elhelyezett zenekar, mintha egy kürt tölcsérében lett volna.
A Queen's Hall épülete nemcsak egyetlen koncertteremmel bírt, felső részében az 500 főt befogadó kisebb, kamarakoncertekre, varieté előadásokra kialakított terem, a Queen's Small Hall állt. 1894-ben, az akkor zenekritikusként is tevékenykedő Bernard Shaw leírása szerint "a szivar formájú, tetőablakkal ellátott terem egy hajó szalonjára hasonlít inkább, ... viszont sokkal kényelmesebb, mint a többi kisebb koncerttermeink."

## Története
Röviddel a Queen's Hall megnyitása előtt Ravenscroft a ma már a Proms alapítójaként ismert Robert Newmant tette meg az intézmény menedzserévé, aki korábban volt már tőzsdeügynök, basszista énekes és koncertszervező is.

### Megnyitó
Az első nyilvános esemény 1893. november 25-én délután tartott gyermekparti volt, majd aznap este 2000 meghívott vendég számára adtak koncertet, melyen dalok, zongora- és orgonadarabok hangzottak el, a koncert után a székeket eltávolították és a Queen's Hallt bálteremmé alakították át. Két nappal később, még a koncertterem hivatalos megnyitója előtt, 1893. november 27-én adott koncerten a királyi család tagjai is jelen voltak, a zártkörű koncerten népszerű művek hangzottak el, Sullivan, Gounod, Auber, Mendelssohn és Csajkovszkij kompozíciói, a szólista pedig a virtuóz magyar hegedűs, Nachéz Tivadar volt.
A hivatalos nyitókoncertet 1893. december 2-án tartották, a koncert során az angol nemzeti himnusz is elhangzott.

### Rendezvények

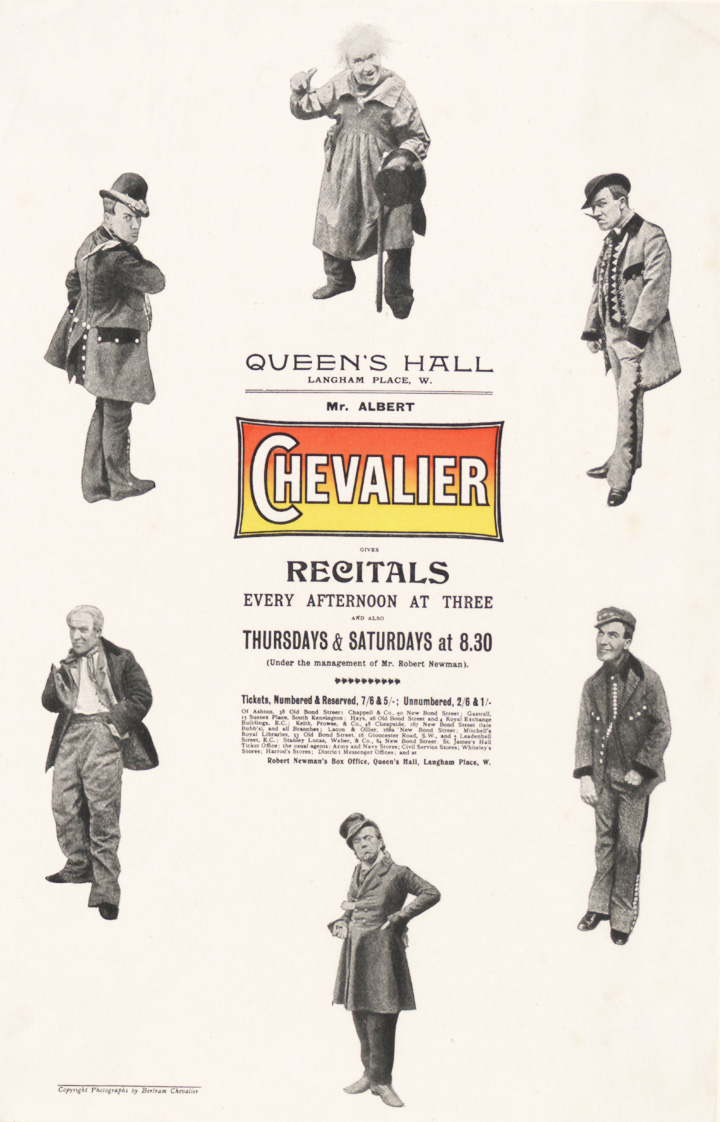
Albert Chevalier fellépésének plakátja a (Queen's Small Hall, 1900 körül)

1896. január 14-én az Egyesült Királyság első nyilvános filmbemutatóját – az Edison által kifejlesztett kinetoszkóp továbbfejlesztett változatát – tartották a Royal Photographic Society meghívottai számára.
Az évad rendszeres koncertjei mellett a Queen's Hall további rendezvények helyszíne is lett, többek között Albert Chevalier részvételével a Queen's Small Hallban varieté előadásokat is tartottak, de a szélesebb közönség számára a legnépszerűbb rendezvénynek a "Proms" számított.  
A 19. századvég és a 20. század kezdetén olyan kiemelkedő művészek adtak koncertet a Queen's Hallban, mint Claude Debussy, Edward Elgar, Maurice Ravel és Richard Strauss.
A  koncertterem  1893-ban alapított rezidens zenekara, a Queen's Hall Orchestra megszűnése után 1930-tól a koncertterem a két legjelentősebb londoni zenekar, a BBC Szimfonikus Zenekar és a Londoni Filharmonikus Zenekar otthona lett. A két világszintű együttes egy új művészgenerációt vonzott Európából és az USA-ból, többek között Serge Koussevitzky, Willem Mengelberg, Arturo Toscanini, Bruno Walter és Felix Weingartner személyében.

### Proms
A Queen's Hall menedzsere, Robert Newman a nyári időszakra, amikor a közönség mind a színházaktól, mind a koncertektől távol maradt, promenádkoncert-sorozatot tervezett, ahol a jegyárak az évi rendes koncerteknek egyhatoda volt csupán. A koncertsorozat, népszerű nevén a „Proms” 1895-ben indult Henry Wood karmester irányításával. A nyitókoncertet 1895. augusztus 10-én adták, az első felcsendülő mű Wagner Rienzi nyitánya volt. A minden évben nyolc héten át tartó zenei fesztivál mind a mai napig Anglia egyik legnépszerűbb zenei eseménysorozata.  

### II. világháború

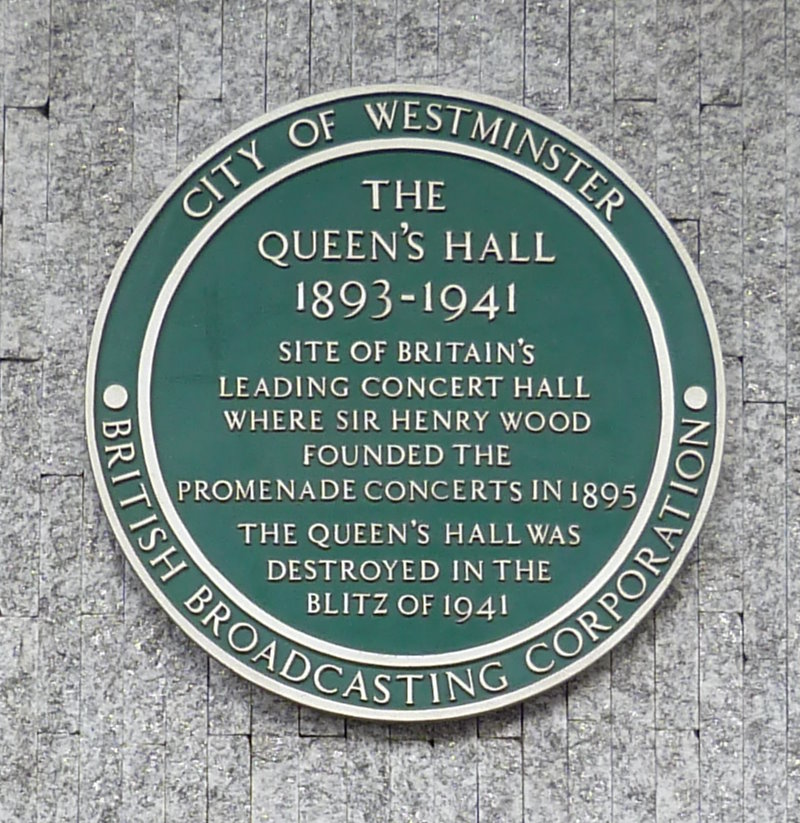
A Queen's Hall emléktáblája a Langham Place-en

1941-ben, a II. világháború alatt a Londont ért légitámadások során az épületet gyújtóbomba-találat érte, a nézőtér teljesen leégett, a terem helyrehozhatatlanul elpusztult. A Queen's Hallban 1941. május 10-én adták az utolsó koncertet, a sors különös játéka talán, hogy a műsoron többek között Elgar Enigma variációi csendültek fel, mely egyben a németek által kifejlesztett és részükről megfejthetetlennek gondolt sifrírozógép neve is volt. Bár az angolok ekkor már ismerték a rendszer feltörésének módját, a koncerttermet nem tudták megmenteni. Az utolsó koncerten a Londoni Filharmonikus Zenekart Malcolm Sargent vezényelte. Aznap éjjel Londont súlyos légitámadás érte, mely során többek között a Parlament épületében az alsóház szárnya, a British Museum és a Westminster Abbey is megsérült, a Queen's Hall pedig szinte teljesen elpusztult. A romok közül kimentett Sir Henry Wood – a Proms alapító és ötven éven át vezető karmestere – bronz mellszobra a Queen's Hall mellett álló londoni Zeneakadémia, a Royal Academy of Music tulajdona lett.
A Queen's Hall helyén ma a Langham Place-en Sir Andrew Davis, a BBC Szimfonikus Zenekar vezető karmestere által 2000 novemberében felavatott emléktábla áll. 

## Külső hivatkozások
- A Queen's Hall a New Queen's Hall Orchestra  honlapján

## Fordítás
Ez a szócikk részben vagy egészben  a   Queen's Hall című angol Wikipédia-szócikk ezen változatának fordításán alapul.  Az eredeti cikk szerkesztőit annak laptörténete sorolja fel. Ez a jelzés csupán a megfogalmazás eredetét és a szerzői jogokat jelzi, nem szolgál a cikkben szereplő információk forrásmegjelöléseként.